# إبدال لغوي
الإبدال اللّغويّ‌ هو انتزاع كلمة من كلمة أخرى بتغيير حرف من أحرفهما، نحو: قضم (أكل اليابس) و خضم (أكل الرطب).